# Kulturel appropriation
Kulturel appropriation, til tider kaldet kulturelt misbrug og i dansksprogede medier undertiden oversat til kulturel tilegnelse eller kulturelt tyveri, er anvendelsen af elementer fra en kultur af medlemmerne af en anden kultur. Dette kan være kontroversielt, når medlemmer af en dominerende kultur approprierer fra dårligt stillede minoritetskulturer.
Kulturel appropriation betragtes som skadelig af nogle og som en krænkelse af minoritetskulturernes oprindelse, især oprindelige kulturer og dem, der lever under kolonistyre. Kulturel appropriation, der ofte er uundgåelig, når flere kulturer mødes, kan omfatte anvendelse af en anden kulturs kulturelle og religiøse traditioner, mode, symboler, sprog og musik.
Ifølge kritikere af denne praksis adskiller kulturel appropriation sig fra akkulturation, assimilation eller kulturel udveksling, idet denne appropriation er en form for kolonialisme: kulturelle elementer kopieres fra en minoritetskultur af medlemmer af en dominerende kultur, og disse elementer anvendes uden for deres oprindelige kulturelle — nogle gange endda imod de udtrykkeligt anførte ønsker fra medlemmer af den oprindelige kultur.
Ofte går den oprindelige betydning af disse kulturelle elementer tabt eller forvrænges, og sådanne tilfælde betragtes ofte som respektløse eller endda som en form for bespottelse af medlemmer af den oprindelige kultur. Kulturelle elementer, der kan have en dybtgående betydning for den oprindelige kultur, kan reduceres til "eksotisk" mode eller legetøj af dem fra den dominerede kultur. Kjerstin Johnson har skrevet, at når dette gøres, er imitatoren, "der ikke oplever den undertrykkelse, i stand til at 'spille', midlertidigt, en 'eksotisk' anden, uden at opleve nogen af de daglige diskriminationer, som andre kulturer møder." Den afroamerikanske akademiker, musiker og journalist Greg Tate argumenterer for, at appropriation og "fetichering" af kulturer faktisk fremmedgør dem, hvis kultur approprieres.
Begrebet kulturel appropriation er også blevet kritiseret bredt. Nogle af emnets skribenter bemærker, at begrebet ofte misforstås eller anvendes forkert af offentligheden, og at anklager om "kulturel appropriation" til tider fejlagtigt anvendes om situationer som at spise mad fra forskellige kulturer eller lære om forskellige kulturer. Kommentatorer, der kritiserer begrebet, mener, at handlingen kulturel appropriation ikke meningsfuldt udgør en social skade, eller at udtrykket mangler begrebsmæssig sammenhæng. Andre hævder, at udtrykket sætter vilkårlige grænser for intellektuel frihed og kunstneres selvudfoldelse, forstærker gruppeopdelinger eller i sig selv fremmer en følelse af fjendskab eller beklagelse snarere end frigørelse.

## Oversigt
Kulturel appropriation kan omfatte brugen af ideer, symboler, artefakter eller andre aspekter af menneskeskabt visuel eller ikke-visuel kultur. Som et begreb, der er kontroversielt i dets anvendelser, har lødigheden af kulturel appropriation været genstand for megen debat. Modstandere af kulturel appropriation betragter mange tilfælde som uretmæssig appropriation, når målkulturen er en minoritetskultur eller er underordnet den dominerende kultur i socialt, politisk, økonomisk eller militær status, eller når der er andre spørgsmål involveret, såsom en historie med etnisk eller racemæssig konflikt. Linda Martín Alcoff skriver, at dette ofte ses i kulturelle outsideres brug af en undertrykt kulturs symboler eller andre kulturelle elementer, såsom musik, dans, åndelige ceremonier, klædeformer, tale og social opførsel, når disse elementer trivialiseres og bruges til mode snarere end respekteret inden for deres oprindelige kulturelle kontekst. Modstandere betragter spørgsmålene om kolonialisme, kontekst og forskellen mellem appropriation og gensidig udveksling som centrale for at analysere kulturel appropriation. De hævder, at gensidig udveksling sker, når kulturerne er lige, hvorimod appropriation indebærer, at stykker af en undertrykt kultur tages ud af kontekst af et folk, der historisk har undertrykt dem, de tager fra, og som mangler den kulturelle kontekst til rigtigt at forstå, respektere eller anvende disse elementer.
Et andet syn på kulturel appropriation påpeger, at praksis er "et dybt konservativt projekt" på trods af progressive rødder. Målet er "at bevare indholdet af en etableret kultur i formaldehyd og dernæst forsøge at forhindre andre i at interagere med denne kultur." Fortalere ser det som ofte godartet eller gensidigt fordelagtigt, med henvisning til mutation, produktdiversitet, teknologisk diffusion og kulturel empati blandt dens fordele. For eksempel brugte filmen Star Wars elementer fra Akira Kurosawas Den skjulte fæstning, som selv brugte elementer fra Shakespeare; kulturen som helhed kan siges at være bedre stillet for hvert tilfælde af appropriation. Blanding af kulturer har frembragt madretter som dem i det amerikansk-kinesiske køkken, moderne japansk sushi og bánh mì, der hver især af og til siges at afspejle en del af dens respektive kulturs identitet.

## Kritik af begrebet
John McWhorter, professor ved Columbia University, har kritiseret begrebet og argumenteret for, at kulturel låntagning og krydsbefrugtning er en generelt positiv ting, og er noget, der normalt gøres ud af beundring og uden hensigt at skade kulturerne, der efterlignes; han argumenterede også for, at det specifikke udtryk "appropriation", der kan betyde tyveri, er vildledende, når det anvendes om noget som kultur, som ikke ses som en begrænset ressource af alle: i modsætning til at appropriere en fysisk genstand, fratager det at efterligne en ide taget fra en en gruppes kultur ikke nødvendigvis den oprindelige gruppe muligheden for selv at anvende ideen.
I 2016 holdt forfatter Lionel Shriver en tale på Brisbane Writers Festival, hvor hun hævdede forfatteres ret til at skrive fra ethvert synspunkt, herunder figurer med andre kulturelle baggrunde end deres egne – eftersom forfattere "bør forsøge at udvide de begrænsende kategorier, som vi vilkårligt er blevet placeret i ved fødslen. Hvis vi omfavner smalle gruppebaserede identiteter for voldsomt, klynger vi os til de selvsamme bure, som andre vil forsøge at fange os i." Hun hævdede også forfattere fra et kulturelt flertals ret til at skrive med stemmen fra et kulturelt mindretal og angreb tanken om, at dette udgør uetisk "kulturel appropriation". Hun henviste til en sag, hvor amerikanske collegestuderende stod over for disciplinære foranstaltninger for at bære sombreros til en 'tequilafest', og sagde "Moralen med sombreroskandalerne er indlysende: du skal ikke tage andre folks hatte på. Men det er hvad vi bliver betalt for at gøre, er det ikke? At sætte sig i andres sted og tage deres hatte på."
I 2017 udtalte den canadiske kliniske psykolog, forfatter og professor i psykologi ved University of Toronto Jordan Peterson i en Q&A-session fra en tale med titlen Styrk Individet, "Ideen om kulturel appropriation er vrøvl, og sådan er det. Der er ingen forskel på kulturel appropriation og at lære af hinanden. De er den samme ting. Nu betyder det ikke, at der ikke er tyveri mellem mennesker; det er der. Og det betyder ikke, at når du først møder en andens ideer, har du en absolut ret til disse ideer, som om de er dine egne. Men ideen om, at det at manifestere et element af en anden kultur i din egen adfærd er amoralsk, er sindssyg. Det er faktisk et af grundlagene for fred."
Andre kritiserer det for at være en forhindring i tilpasningen af forskellige kulturelle elementer eller endda diskussion af frygt for at blive kaldt "racistisk" eller "uvidende".